# Wirgiliusz
Wirgiliusz (także Wergiliusz) – imię męskie pochodzenia łacińskiego od rzymskiego rodu Virgilius (pol. Wirgiliusz, Wergiliusz). Zazwyczaj wymienia się dwóch świętych o tym imieniu: biskupa Salzburga i  biskupa z Arles.
Żeńskim odpowiednikiem jest Wirgilia.
Wirgiliusz imieniny obchodzi 5 marca i 27 listopada, jako wspomnienie świętych.
Znane osoby noszące imię Wirgiliusz  lub Wergiliusz:
- św. Wirgiliusz z Salzburga
- św. Wirgiliusz z Arles
- Virgilio Noè – włoski duchowny katolicki, wysoki urzędnik Kurii Rzymskiej, kardynał
- Wergiliusz – poeta rzymski
- Wirgiliusz Gryń - polski aktor
- Wergiliusz Gołąbek - polski socjolog